# Swakopmund Residents Association
Die Swakopmund Residents Association (SRA) ist eine politische Bürgerinitiative in der namibischen Küstenstadt Swakopmund. Sie tritt auch als politische Organisation bei Kommunalwahlen an und ist bei der namibischen Wahlkommission registriert.
Die SRA wird von dem Resident’s Association Committee geführt, dem ein Vorsitzender, derzeit (Stand November 2022) Wilfried Groenewald, vorsteht.
Die SRA stellt mit zwei Sitzen seit den Regionalratswahlen 2020 die drittgrößte Abgeordnetenzahl im Stadtrat. Groenewald ist seit 2020 Vorsitzender des Verwaltungskomitees von Swakopmund.

## Wahlergebnisse
| Kommunalwahl | Stimmen | Stimmenanteil | Sitze (Swakopmund) |
| ------------ | ------- | ------------- | ------------------ |
| 2020         | 1557    | 14,7 %        | 2/10               |
| 2015         | 790     | 8,9 %         | 1/10               |
| 2010         | 1005    | 13,5 %        | 1/10               |
| 2004         | 1064    | 11,9 %        | 1/10               |
| 1998         | 554     | 14,6 %        | 1/10               |
| 1992         | 597     | 8,6 %         | 1/7                |